# Blennocampinae

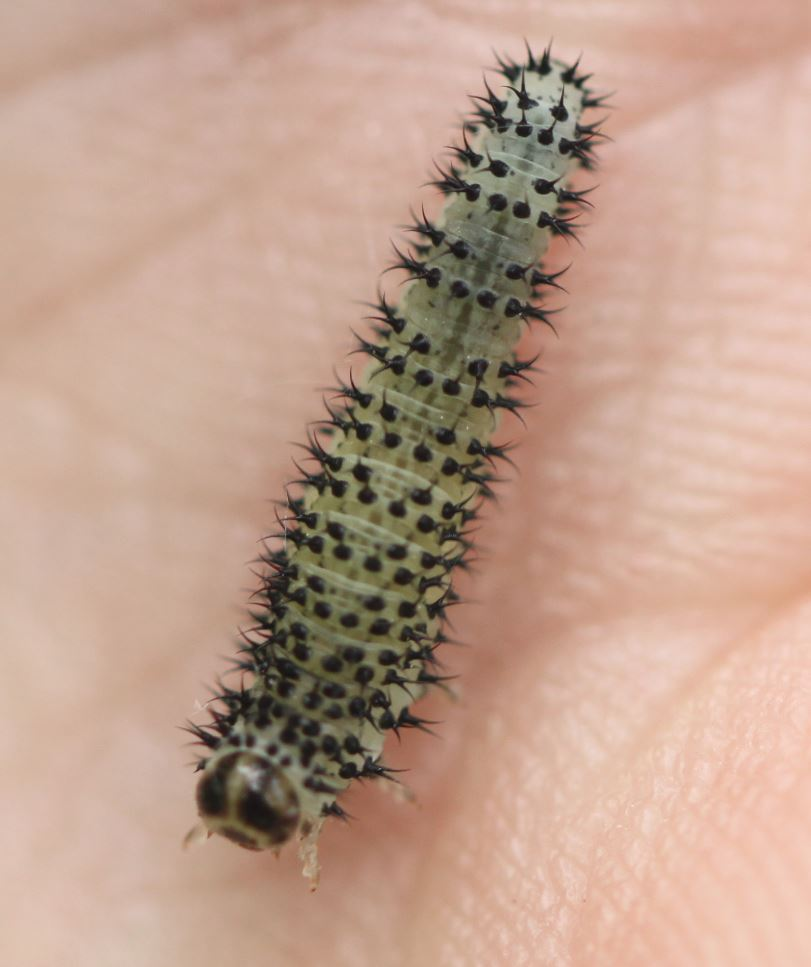
Larve von Periclista albida

Die Blennocampinae sind eine Unterfamilie in der Familie der Echten Blattwespen (Tenthredinidae). Das Taxon geht auf den deutschen Entomologen Friedrich Wilhelm Konow (1842–1908) im Jahr 1911 zurück. Typusgattung ist Blennocampa Hartig, 1837. Die Blennocampinae kommen in den feuchten gemäßigten und tropischen Klimazonen der Welt vor.

## Merkmale
Die Blattwespen der Unterfamilie Blennocampinae zeichnen sich durch folgende Eigenschaften der Vorderflügeladerung aus. Der Winkel zwischen den Adern Cu1 und 1m-cu liegt zwischen 120° und 150°. Die Adern M und 1m-cu sind parallel. Die Adern 2A und 3A sind unvollständig.

## Lebensweise
Die Larven sind meist frei beweglich und fressen an den Blättern ihrer Wirtspflanzen. Zu diesen gehören u. a. krautige Pflanzen, Süßgräser, Rosengewächse, Spargelgewächse und Eichen.

## Innere Systematik
Zur Unterfamilie Blennocampinae gehören etwa 640 beschriebene Arten in 105 Gattungen.
Im Folgenden die Tribus mit einer Auswahl an Arten:
- Anisoarthrini
  - Beleses Cameron, 1877
  - Zhuana Wei, 1997
- Blennocampini Rohwer, 1911
  - Apareophora Sato, 1928
  - Blennocampa Hartig, 1837
  - Eupareophora Enslin, 1914
  - Monophadnoides Ashmead, 1898
  - Periclista Konow, 1886
- Lycaotini
  - Hoplocampoides Enslin, 1914
- Phymatocerini
  - Phymatocera Dahlbom, 1835
- Tomostethini Benson, 1938 
  - Eutomostethus Enslin, 1914
  - Paracharactus MacGillivray, 1908
  - Tethida Ross, 1937
  - Tomostethus Konow, 1886
- Waldheimiini Smith, 1969
  - Halidamia Benson, 1939
  - Waldheimia Brullé in Lepeletier, 1846